# Monastère de Hilandar
Le monastère de Hilandar ou Chilandari ou Chilandar (en serbe et bulgare : Hilandar / Хиландар, en grec moderne : Μονή Χιλανδαρίου) est un des vingt monastères orthodoxes de la communauté monastique du mont Athos, et à ce titre, bien que de langue serbe, il relève de la juridiction du Patriarcat de Constantinople.[Passage contradictoire]
Il est situé au nord-est de la péninsule.
Il occupe la 4e place dans le classement hiérarchique.
Il est dédié à la Très Sainte Mère de Dieu qui est tenue comme le seul higoumène du monastère. La fête votive de la Présentation de la Vierge a lieu le 21 novembre (4 décembre).
En raison du fait que ses fondateurs soient serbes et que jadis la plupart des moines étaient d'origine serbe, il est aussi appelé « le monastère serbe ». Aujourd'hui, Hilandar constitue l'un des plus grands sanctuaires religieux mais aussi culturels pour le peuple serbe. C'est aussi le monastère de Païssii de Hilendar qui eut un rôle important dans la renaissance culturelle bulgare. Deux chartes médiévales royales bulgares, la charte Virgino et la charte Oryahov, ont été trouvées dans la bibliothèque du monastère.
En 1990, le monastère comptait 46 moines serbes et quelques grecs.

## Histoire
Le monastère précédant le bâtiment actuel aurait été fondé à la fin du Xe siècle par le moine Georges Chélandaris, d'où son nom qui signifie « monastère de Chélandaris ».
Ayant été abandonné à la suite d'attaques de pirates, il fut refondé en 1198 par l'ancien roi serbe Stefan Nemanja (devenu Saint Siméon) et son fils Rastko Nemanjic (devenu Saint Sava), qui avaient pris les ordres. À cette occasion et par la suite, il absorba d'autres monastères abandonnés des environs.

## Monastère gouverné par le second
La légende fait référence au fait que le monastère de Hilandar n'a pas d'higoumène. On raconte qu'une année, les moines ne parvinrent pas a élire le nouvel higoumène du monastère. Un matin, à leur réveil, ils trouvèrent l'icône de la Toute Sainte sur le siège de l'higoumène. Les moines la replacèrent à sa place habituelle. Mais le lendemain, elle était de nouveau sur le siège higouménal. Les moines, une fois encore, la remirent à sa place. La troisième nuit, le moine le plus haut dans la hiérarchie reçut la visite de la Mère de Dieu elle-même qui lui dit « Je suis l'higoumène du monastère ». Depuis ce jour, on n'élit plus d'higoumène au monastère de Hilandar, et c'est le second père qui le dirige.

## Énergie
Dans les années 1970, le gouvernement grec a offert l'installation du réseau électrique à tous les monastères du Mont-Athos. Le Saint-Conseil du Mont-Athos a refusé, et, depuis lors, chaque monastère génère sa propre énergie, le plus souvent à partir de sources d'énergie renouvelables. La République monastique du Mont-Athos est la seule région au monde à être à 100 % autonome de toute ressource fossile. L'électrification du monastère de Hilandar a eu lieu pendant les années 1980.

## Période contemporaine
Le 4 mars 2004, un incendie accidentel a endommagé de manière importante le monastère, détruisant environ 40-50 % de sa surface au sol. Il a depuis été presque totalement restauré grâce notamment à des fonds venus de Serbie.
En août 2012, un puissant incendie ravage le nord du mont Athos, menaçant la ville d'Ouranopoli ainsi que le monastère. Le ministre de la culture de Serbie demande alors au ministère de l'intérieur serbe l'envoi de pompiers pour sauver le monastère,. Le 12 août, alors que l'incendie se trouve à moins de 1 000 m du monastère, il se met à pleuvoir après des semaines de canicule,. L'intervention conjuguée des pompiers et de la pluie sauve le monastère,.

## Patrimoine artistique

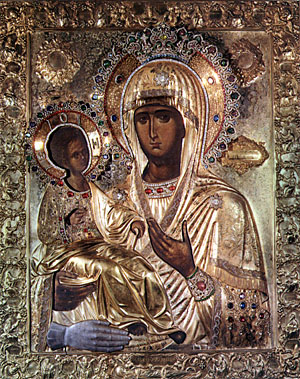
La Mère de Dieu aux trois mains.

Le monastère possède dans ses murs, comme tous les monastères du mont Athos, des livres et des icônes magnifiques, comme l'icône de La Mère de Dieu aux trois mains, qui a trouvé refuge dans ses murs après la conquête turque de la Serbie en 1459.